# Vladimirs Kirpičņikovs
Vladimirs Kirpičņikovs (rus: Владимир Кирпичников, sovint transcrit com a Vladimir Kirpichnikov; Riga, Letònia, 4 de juliol de 1948) és un mestre d'escacs letó.

## Resultats destacats en competició
Vladimirs Kirpičņikovs va començar a jugar als escacs a 10 anys. Va assolir el títol de Mestre Soviètic el 1968. El 1974 compartí el primer lloc amb Juzefs Petkēvičs al campionat d'escacs de Letònia i posteriorment ambdós foren declarats campions.
El 1977 va guanyar el Torneig Nacional de Mestres de Letònia i l'any següent va participar en el Torneig Internacional de Jūrmala.

### Participació en competicions per equips
Vladimirs Kirpičņikovs va jugar, representant Letònia, al Campionat soviètic per equips:
- El 1967, al tauler juvenil al 10è Campionat soviètic per equips a Moscou (+1 −2 =6);
- El 1975, al setè tauler al 13è Campionat soviètic per equips a Riga (+0 −1 =4).

Kirpičņikovs també va jugar representant l'equip letó del "Daugava" a la Copa Soviètica per Equips:
- El 1968, al segon tauler juvenil a la 6a Copa Soviètica per equips a Riga (+4 −4 =3);
- El 1971, al cinquè tauler a the 7a Copa Soviètica per equips a Rostov-on-Don 4 de 6 (tercera plaça al seu tauler);
- El 1974, al tercer tauler a the 8a Copa Soviètica per equips a Moscou (+3 −1 =5);
- El 1976, al tercer tauler a the 9a Copa Soviètica per equips a Tbilisi (+0 −4 =2).